# Rabello Futebol Clube
El Rabello Futebol Clube fue un equipo de fútbol de Brasil que jugó en el Campeonato Brasiliense, la primera división del Distrito Federal de Brasil.

## Historia
Fue fundado el 17 de agosto de 1957 en Brasilia, capital de Brasil por la Constructora Rabello, cuyo dueño era Marco Paulo Rabello y sus colores fueron tomados por el Botafogo FR de Río de Janeiro.
Fue el segundo equipo de fútbol que se formó en Brasilia y en 1960 participa en el Torneo Inicio Brasiliense, su primera competición oficial, del cual salió campeón. En 1963 se instauró el profesionalismo en el Campeonato Brasiliense y el Rabello fue uno de los primeros participantes dentro del profesionalismo en el estado, logrando ganar el título estatal en 1964 como el primer campeón profesional de Brasilia y pasando a ser uno de los equipos más importantes del Distrito Federal de Brasil durante la década de los años 1960.
En 1965 gana el torneo inicio y repite como ganador del Campeonato Brasiliense, y un año después participa por primera vez en la Copa de Brasil, donde fue eliminado en la primera ronda por el Anápolis Futebol Clube del estado de Goiás en un partido de desempate.
En 1967 participa en la Copa de Brasil por segunda ocasión, donde fue eliminado en la primera ronda pero con el consuelo de haber goleado 4-1 al Goiás EC. Ese mismo año gana el Campeonato Brasiliense por cuarta vez, en esta ocasión de manera invicta con ocho victorias y dos empates, y con ello obtuvo la clasificación para la Copa de Brasil de 1968.
En la Copa de Brasil de 1968 avanzó a la segunda ronda luego de la descalificación del Operário de Campo Grande, pero fue eliminado en la siguiente ronda por el Atlético Goianiense del estado de Goiás, mismo año en el que no pudo defender su título estatal al terminar dos puntos debajo del campeón, y para la temporada de 1969 el Campeonato Brasiliense se volvió un torneo abierto en el que podían participar equipos aficionados, lo que fue un desastre organizacional en el torneo y el Rabello terminó en el lugar 10 entre 11 equipos con solo dos victorias en 10 partidos.
Ese fue el inicio del fin, ya que posteriormente no participaría en el Campeonato Brasiliense de 1970 y el 22 de julio de 1971 en una asamblea se aprobó la desafiliación del club y posteriormente su desaparición.

## Rivalidades
Su principal rival fue el Defelê Futebol Clube, equipo que representaba a la Compañía de Fuerza y Luz de Brasilia y con el que disputaba los títulos estatales durante los años 1960, ya que ambos equipos fueron los más dominantes del Campeonato Brasiliense durante esos años.

## Palmarés
- Campeonato Brasiliense: 4

1964, 1965, 1966, 1967
- Torneo Inicio de Brasilia: 2

1960, 1965
- Copa Candango: 1

1962

## Partidos históricos
- 1960 - Rabello 2:2 Grêmio
- 1964 - Rabello 0:1 Cruzeiro EC
- 1967 - Rabello 0:5 CR Flamengo

## Jugadores

### Jugadores destacados
- Zé Walter
- Laranjeira[3]